# ووهیدیالا
ووهیدیالا (به لاتین: Vohidiala) یک منطقهٔ مسکونی در ماداگاسکار است که در آلائوترا-مانگورو واقع شده‌است.